# Макс Домі
Макс Домі (англ. Max Domi; 2 березня 1995, м. Вінніпег, Канада) — канадський хокеїст, нападник. Виступає за «Лондон Найтс» у Хокейній лізі Онтаріо (ОХЛ). 
Вихованець хокейної школи «Дон Міллз МХА». Виступав за «Лондон Найтс» (ОХЛ).
У складі молодіжної збірної Канади учасник чемпіонату світу 2015. 
Батько: Тай Домі.
Досягнення
- Чемпіон ОХЛ (2013).
- Переможець молодіжного чемпіонату світу (2015)
- Чемпіон світу — 2016.

Нагороди
- Найкращий нападник молодіжного чемпіонату світу (2015)
- Найкращий снайпер молодіжного чемпіонату світу (2015) — 5 шайб